# Matthiola masguindalii
Matthiola masguindalii är en korsblommig växtart som beskrevs av Carlos Pau. Matthiola masguindalii ingår i släktet lövkojor, och familjen korsblommiga växter. Inga underarter finns listade i Catalogue of Life.